# Olive Loughnane
Olive Loughnane (ur. 14 stycznia 1976 w Corku) – irlandzka lekkoatletka, chodziarka.
Czterokrotna uczestniczka igrzysk olimpijskich – Sydney 2000, Ateny 2004, Pekin 2008 oraz Londyn 2012. Była srebrną medalistką mistrzostw świata w Berlinie (2009) w chodzie na 20 km, jednak po dyskwalifikacji Olgi Kaniskinej złoty krążek przypadł Loughnane. Wielokrotna mistrzyni Irlandii na różnych dystansach. Wybrana sportsmeką roku 2009 w Irlandii. W 2011 zwyciężyła w zawodach chodziarskich na 20 km „Dudinská Päťdesiatka”. W 2013 ogłosiła zakończenie kariery sportowej.

## Osiągnięcia
| Rok  | Impreza                 | Miejsce       | Lokata | Konkurencja   |
| ---- | ----------------------- | ------------- | ------ | ------------- |
| 1999 | Puchar świata w chodzie | Mézidon-Canon | 91.    | Chód na 20 km |
| 2000 | Igrzyska olimpijskie    | Sydney        | 35.    | Chód na 20 km |
| 2001 | Mistrzostwa świata      | Edmonton      | 13.    | Chód na 20 km |
| 2002 | Mistrzostwa Europy      | Monachium     | 13.    | Chód na 20 km |
| 2003 | Mistrzostwa świata      | Paryż         | 12.    | Chód na 20 km |
| 2004 | Igrzyska olimpijskie    | Ateny         | DNF    | Chód na 20 km |
| 2005 | Mistrzostwa świata      | Helsinki      | DQ     | Chód na 20 km |
| 2007 | Mistrzostwa świata      | Osaka         | 17.    | Chód na 20 km |
| 2008 | Igrzyska olimpijskie    | Pekin         | 7.     | Chód na 20 km |
| 2008 | Puchar świata w chodzie | Czeboksary    | 6.     | Chód na 20 km |
| 2009 | Mistrzostwa świata      | Berlin        | 1.     | Chód na 20 km |
| 2010 | Mistrzostwa Europy      | Barcelona     | DNF    | Chód na 20 km |
| 2011 | Mistrzostwa świata      | Taegu         | 16.    | Chód na 20 km |
| 2012 | Puchar świata w chodzie | Sarańsk       | 8.     | Chód na 20 km |
| 2012 | Igrzyska olimpijskie    | Londyn        | 13.    | Chód na 20 km |